# FC Jazz Pori
FC Jazz Pori je finský fotbalový klub z města Pori. Založen byl roku 1934. Dvakrát se stal finským mistrem (1993, 1996), jednou ve finské lize vybojoval třetí místo (1992). Jednou se též probojoval do finále finského poháru (1995). V současnosti hraje až 3.finskou ligu (skupinu Západ)

## Kompletní vásledky v evropských pohárech
- Pohár UEFA 1994/95

Předkolo: FC Kodaň  - FC Jazz 0-1, 4-0
- Pohár UEFA 1996/97

1. předkolo: FC Jazz - GÍ Gøta  3-1, 1-0
2. předkolo: FC Dynamo Moskva  - FC Jazz 1-1, 3-1
- Liga mistrů UEFA 1997/98

1. předkolo: FC Lantana Tallinn  - FC Jazz 0-2, 0-1
2. předkolo: Feyenoord Rotterdam  - FC Jazz 6-2, 2-1
- Pohár UEFA 1997/98

1. kolo: FC Jazz - Mnichov 1860  0-1, 1-6